# ولسوالی المار
ولسوالی اَلمار یکی از ۱۴ ولسوالی‌‌‌‌ ولایت فاریاب، به مرکزیت شهر المار در شمال غربی افغانستان است. المار از ولسوالی‌های درجه دوم ولایت فاریاب بوده، پهناوری آن ۱۷۰۷٫۳ کیلومتر مربع است و با ۸۰٬۸۳۸ نفر جمعیت در سال ۱۳۹۹، ششمین ولسوالی پر جمعیت‌ ولایت فاریاب می‌باشد.
ولسوالی المار از شمال غرب با ترکمنستان، از جنوب غرب با ولسوالی قیصار، از شمال شرق با ولسوالی شیرین تگاب، از شرق با ولسوالی پشتون کوت و از جنوب با ولسوالی کوهستان محدود می‌باشد.  ولسوالی 

## آموزش
در ولسوالی المار ۲۹ مکتب موجود است که ۹ مکتب برای دختران و ۲۰ مکتب برای پسران است، تنها یک لیسهٔ پسرانه در این ولسوالی موجود است، تنها ۳ مکتب دارای ساختمان رهایشی و بقیه فاقد ساختمان رهایشی‌اند، تعداد معلمان ۲۷۰ تن است که ۲۵۸ تن مرد و ۱۲ تن زن است. در این ولسوالی ۱۳٬۹۳۳ تن دانش‌آموز وجود دارد که ۱۰٬۰۱۶ آن‌ها پسر و ۳٬۹۱۷ تن آن‌ها دختر است.

## منبع‌ها
1. ↑  «برآورد نفوس کشور:١٣٩٩» (PDF). اداراه احصائیه مرکزی افغانستان. ٢٨ می ٢٠٢٠. بایگانی‌شده از اصلی (PDF) در ۳ ژوئیه ۲۰۲۰. دریافت‌شده در ٢٨ می ٢٠٢١.
2. ↑  https://web.archive.org/web/20160303223625/http://www.mrrd-nabdp.org/attachments/article/128/Almar%20DDP%20English%20Summary.pdf
3. ↑  جغرافیای عمومی فاریاب، تالیف: محمد کاظم امینی، چاپ: سنبلهٔ ۱۳۸۷